# اونگشچیه
اونگشچیه (به لهستانی:  Unieście) یک روستا در لهستان است که در گمینا میلنو واقع شده‌است. اونگشچیه ۱٬۰۰۰ نفر جمعیت دارد و ۱۰ متر بالاتر از سطح دریا واقع شده‌است.